# 이왕직
이왕직(李王職)은 일제강점기에 조선총독부에서 대한제국 황족의 의전 및 대한제국 황족과 관련된 사무를 담당하던 기구로, 대한제국 시기에 황실 업무를 담당하던 궁내부를 형식적으로 계승한 기구이다. 또한 폐지된 조선 장악원의 기능인 아악 등도 편입되었다. 1910년 12월 30일에 창설되어 1946년 1월 31일 폐지되었다. 이왕직의 수장은 장관으로 대신급이었으나, 일본 본국의 궁내부 대신의 지휘를 받았다.

## 개요
이왕직은 일본 제국 정부가 1910년 12월 30일 황실령 제34호로 《이왕직관제》(李王職官制)를 공포하여 창설되었다. 이왕직은 일본의 황실 업무를 담당하는 궁내성 소속으로 궁내대신의 감독을 받아 조선 왕족과 공족의 가무를 담당하도록 하였다. 하지만 실질적으로는 조선총독부의 관할 아래에 있었다. 이왕직이 설치되면서 종래 황실 사무를 담당하였던 궁내부의 업무는 모두 이왕직으로 이관되었다.
이왕직은 조선총독부의 간섭을 받지는 않았으며, 고종, 순종, 영친왕 등을 비롯한 대한제국 황족의 의전 및 대한제국의 황족과 관련된 사무, 능묘 관리 및 참배 업무 등을 관장, 처리하였다. 또한  폐지된 조선 장악원의 기능인 아악, 종묘제례악 등도 이왕직으로 이관되었다.
이왕직은 1911년부터 본격적으로 업무를 시작하였는데 5개의 계(係)로 출발하여, 1916년 1사(司) 7과(課)가 되었다가, 1920년 이후에는 1사(司) 3과(課)로 축소되면서 많은 직원을 감축한다. 대한제국의 황제가 '이왕'으로 격하된 것과 함께 궁내부도 이왕직으로 축소되어 근시(近侍)와 제사, 능묘 관리, 박물관·동물원·식물원에 대한 관리 등의 기능만을 수행하게 된다.
1945년 8월 15일 광복 이후 1945년 11월 8일 이왕직의 모든 업무가 미군정 관할의 구황실사무청으로 이관되었으며 1955년 구황실사무청은 구황실재산사무총국으로 개편되었다.

## 역대 장관과 차관
|       | 장관                                             | 비고 |
| ----- | ------------------------------------------------ | ---- |
| 제1대 | 민병석(閔丙奭, 1911~1919)                        |      |
| 제2대 | 이재극(李載克, 1919~1923)                        |      |
| 제3대 | 민영기(閔泳綺, 1923~1927)                        |      |
| 제4대 | 한창수(韓昌洙, 1927~1932)                        |      |
| 제5대 | 시노다 지사쿠(篠田治策, 1932~1940)               |      |
| 제6대 | 이항구(李恒九, 1940~1945)                        |      |
| 제7대 | 장헌식(張憲植, 1945년 5월~1945년 11월 17일)      |      |
| 제8대 | 윤홍섭(尹弘燮, 1945년 11월 17일~1946년 1월 30일) |      |

|       | 차관                                       | 비고                     |
| ----- | ------------------------------------------ | ------------------------ |
| 제1대 | 고미야 미호마쓰(小宮三保松, 1911~1917)     |                          |
| 제2대 | 고쿠분 쇼타로(國分象太郞, 1917~1921)       |                          |
| 제3대 | 우에바야시 케이지로(上林敬次郞, 1921~1923) |                          |
| 제4대 | 시노다 지사쿠(篠田治策, 1923~1931)         |                          |
| 제5대 | 이마무라 다케시(今村武志, 1931~1932)       | 총독부 내무국장에서 전임 |
| 제6대 | 이항구(李恒九, 1932~1940)                  |                          |
| 제7대 | 고지마 마사노부(兒嶋高信, 1940~1945)       |                          |
| 제8대 |                                            |                          |

## 직원의 구성과 변천
- 장관(長官) : 이왕직의 일체의 사무를 관리하며 해당 부서의 직원을 지휘·감독한다.
- 차관(次官) : 장관을 보좌하며 장관에게 사고가 있을 때에는 그 직무를 대리한다.
- 참여관(參與官) : 서무를 분장한다.
- 사무관(事務官) : 서무를 분장한다. 각 과의 과장의 보직을 받았다.
- 찬시(贊侍) : 왕족을 근시(近侍)하였고 1928년에 폐지되었다.
- 전사(典祀) : 제사 및 분영에 관한 사무를 분장한다.
- 전의(典醫) : 진찰과 약 조제 및 위생의 일을 분장한다.
- 기사(技師) : 건축·토목 및 원예에 관한 기술의 일을 분장한다.
- 통역관(通譯官) : 1923년에 신설하였고 일본, 조선어 및 중국어, 한자 등에 대한 통역 사무를 하였다.
- 아악사장(雅樂師長) : 1943년에 신설하였고 악사를 관리한다.
- 속(屬) 또는 주사(主事) : 서무에 종사한다.
- 전사보(典祀補) : 제사에 종사한다.
- 전의보(典醫補) : 의무에 종사한다.
- 기수(技手) : 건축·토목 및 조경, 원예에 관한 기술에 종사한다.
- 참봉(參奉) : 1941년에 신설하였고 분영의 관수 및 제사에 종사한다.
- 아악(雅樂) : 편제에는 없었으며 1941년 정식으로 아악사를 설치할 때까지 존속했다. 주악에 종사하였다.
- 아악사(雅樂師) : 1941년에 신설하였고 주악에 종사한다.

다음은 이왕직 직원의 연도별 변천으로 《이왕직관제》의 제정일을 기준으로 하였으며 괄호의 수치는 인원을 뜻한다.
- 1910년 : 장관(1)·차관(1)·참여관(1)·사무관(36)·찬시(12)·전사(8)·전의(6)·기사(3)·속·전사보·전의보·기수·아악
- 1915년 : 장관(1)·차관(1)·참여관(1)·사무관(22)·찬시(12)·전사(5)·전의(5)·기사(2)·속·전사보·전의보·기수·아악
- 1916년 : 장관(1)·차관(1)·참여관(1)·사무관(17)·찬시(10)·전사(5)·전의(5)·기사(1)·속·전사보·전의보·기수·아악
- 1920년 : 장관(1)·차관(1)·참여관(1)·사무관(15)·찬시(6)·전사(4)·전의(3)·기사(1)·속·전사보·전의보·기수·아악
- 1921년 : 장관(1)·차관(1)·참여관(1)·사무관(10)·찬시(6)·전사(4)·전의(3)·기사(1)·속·전사보·전의보·기수·아악
- 1923년 : 장관(1)·차관(1)·참여관(1)·사무관(10)·찬시(6)·전사(4)·전의(3)·기사(1)·통역관(1)·속·전사보·전의보·기수·아악
- 1926년 : 장관(1)·차관(1)·참여관(1)·사무관(10)·찬시(6)·전사(4)·전의(3)·기사(1)·통역관(1)·속·전사보·전의보·기수·아악
- 1928년 : 장관(1)·차관(1)·참여관(1)·사무관(10)·전사(5)·전의(3)·기사(1)·통역관(1)·속·전사보·전의보·기수·아악
- 1936년 : 장관(1)·차관(1)·참여관(1)·사무관(10)·전사(4)·전의(3)·기사(2)·통역관(1)·속·전사보·전의보·기수·아악
- 1941년 : 장관(1)·차관(1)·참여관(1)·사무관(10)·전사(4)·전의(3)·기사(2)·통역관(1)·속·전사보·전의보·기수·참봉·아악사
- 1942년 : 장관(1)·차관(1)·참여관(1)·사무관(10)·전사(4)·전의(3)·기사(3)·통역관(1)·속·전사보·전의보·기수·참봉·아악사
- 1943년 : 장관(1)·차관(1)·참여관(1)·사무관(10)·전사(4)·전의(3)·기사(3)·통역관(3)·아악사장(1)·속·전사보·전의보·기수·참봉·아악사

## 조직
- 1911년 5계[3]
서무계(庶務係)
회계계(會計係)
장시계(掌侍係) : 왕족에 대한 근시.
장사계(掌祀係) : 제사와 능묘, 아악의 관리.
장원계(掌苑係) : 박물관·동물원·식물원의 관리.

- 1915년 1사 6과[4]
장시사(掌侍司) - 장악원의 업무를 계승하였다.
서무과(庶務課)
회계과(會計課)
주전과(主殿課) : 궁궐 건물의 유지 보수.
제사과(祭祀課)
농사과(農事課) : 임업·농장·종마 목장·우유장을 관리.
장원과(掌苑課)

- 1916년 1사 7과[5]
의식, 빈객의 접대, 향연에 관한 사항을 관리를 담당하는 의식과(儀式課)를 신설.

- 1918년 1사 6과[6]
주전과(主殿課)를 영선과(營繕課)로 개칭하고 농사과(農事課)는 폐지.

- 1920년 1사 3과[7]
의식과를 예식과로 개정
장시사(掌侍司)
서무과(庶務課) : 부속 장원실(掌苑室).
회계과(會計課)
예식과(禮式課)
영선국(營繕局)

- 1940년 1사 1국 3과
장시사(掌侍司)
서무과(庶務課) : 부속 장원실(掌苑室).
회계과(會計課)
예식과(禮式課)
장시계(掌侍係)
영선국(營繕局)

## 기타
미군정기의 구황실사무청을 거쳐 1955년 구황실재산사무총국으로 변모하여 유지되었다. 일제강점기에 설치된 행정기관 중 각 도, 부, 군 등의 지방행정조직과 함께 그대로 미 군정을 거쳐 대한민국에 계승된 몇 안되는 행정기관의 하나이다.

## 같이 보기
- 궁내부
- 장악원
- 아악
- 대한제국 황실
- 이왕가
- 이왕
- 왕공족
- 구황실사무청